# Porträt per Telefon
Porträt per Telefon war eine Fernsehsendung des Deutschen Fernsehfunks beziehungsweise des Fernsehens der DDR. In ihr wurden in der DDR bekannte Persönlichkeiten, aber auch „Helden des Alltags“ in einem stets live gesendeten Studiogespräch vorgestellt. Besonders Kennzeichen der Sendung war, dass die von Moderator Heinz Florian Oertel gestellten Fragen im Wesentlichen Fragen von Zuschauern waren, die diese vorab per Post und während der Sendung direkt per Telefon stellen konnten. Die etwa monatlich ausgestrahlte Sendung zählte zu den populärsten Produktionen des DDR-Fernsehens. Insgesamt wurden 254 Folgen gesendet.  

## Inhalt
Namensgebende Besonderheit der Sendung war die Möglichkeit für die Zuschauer, während der laufenden Sendung anzurufen und über in Telefonkabinen im Studio tätige Mitarbeiter Fragen an die Gäste zu stellen. Diese Fragen wurden notiert, leicht thematisch zusammengefasst und in der Art von Moderationskarten an den Moderator weitergegeben, der sie dann dem Gast stellte. Dabei stand vor allem das berufliche und gesellschaftliche Wirken des Person im Mittelpunkt, eher selten und nur ausgewählt die private Sphäre. Umso bemerkenswerter war in der Sendung vom 17. Januar 1978 das Bekenntnis der Schauspielerin Vera Oelschlegel, dass sie mit SED-Parteifunktionär Konrad Naumann verehelicht sei.
Die Mitarbeiter in den Telefonkabinen wurden zu Beginn der Sendungen gezeigt und namentlich vorgestellt. Anfängliche Telefonnummer war der Berliner Anschluss 67 23 23, Anfang 1973 wurde sie auf 6 76 23 23 erweitert. Von August 1986 bis zum Ende der Sendung lautete die Zuschauernummer schließlich 67 14.
In den ersten Jahren gab es zudem kurze musikalische Interludien, die in den Händen der Pianisten Hasso Veit und später Harry Heinze lagen. Später wurde Musik vom Band eingespielt.
Ein weiteres Merkmal der Sendung war die Autogrammwand im Hintergrund, auf der alle Gäste zum Abschluss der Sendung ihre Unterschrift hinterließen. Die Wand wurde im Laufe der Zeit mehrfach erweitert. Nach der Abwicklung des DDR-Fernsehens wurde sie auf einer Mülldeponie entsorgt. 1990 wurde die Sendereihe eingestellt.

## Geschichte
Die erste Ausgabe der Sendereihe lief am 28. Oktober 1969 um 20.00 Uhr im 2. Programm des DFF unter dem Sendetitel „Porträt ohne Titel“. Erster Gast war der Buchgestalter, Illustrator und Gebrauchsgrafiker Werner Klemke. Regisseur der ersten Sendung war Karlgerhard Seher, der später auch für bedeutende Unterhaltungssendungen wie Ein Kessel Buntes verantwortlich zeichnete. Zudem gab es in der ersten Sendung auch prominente musikalische Begleitung: Hasso Veit an der Hammondorgel und Walter Kubiczeck am Flügel gestalteten Zwischenspiele.
Ab der zweiten Sendung am 25. November 1969 lautete der Titel bis zum Ende der Reihe „Porträt per Telefon“. Mitunter wird auch diese Sendung als erste Ausgabe der Sendereihe genannt. In den ersten Jahren dauerten die Sendungen jeweils 60 Minuten, später wurde die Sendezeit auf 45 Minuten verkürzt. Im Laufe der Zeit wechselte die Sendung mehrfach Programm und Sendeplatz.

## Gäste
Gäste der Sendereihe waren unter anderem Theo Adam (65. Gast, 20. Juni 1975), Peter Althaus, Manfred von Ardenne (25. November 1969), Wolfgang Behrendt (22. August 1972), Peter Borgelt (18. Dezember 1987), Waldemar Cierpinski, Heinrich Dathe, Wolfgang Dehler, Günter Dorning (154. Gast, 7. Dezember 1982), Heinz Draehn, Horst Drinda (27. Januar 1981), Bernd Drogan (11. Januar 1983), Christian Ehwald (17. August 1982), Gunther Emmerlich, Walter Felsenstein, Günther Fischer, Heinz Fülfe, Erwin Geschonneck (64. Gast, 23. Mai 1975), Helga Göring, Gerhard Grimmer (21. Juni 1974), Iris Grund, Helga Hahnemann (129. Gast, 11. November 1980), Monika Hauff, Thea Hauschild (11. Juni 1978), Wolfgang Heinz, Bernhard Heisig, Klaus-Dieter Henkler, Joachim Herz, Walter Heynowski, Jan Hoffmann, Renate Holland-Moritz, Werner Klemke (1. Gast, 28. Oktober 1969), Horst Klinkmann, Marita Koch, Jochen Kowalski (230. Gast, 3. April 1989), Agnes Kraus (160. Gast, 7. Juni 1983), Manfred Krug, Edgar Külow, Eberhard Leibnitz (26. Oktober 1976), Monika Lubitz (16. August 1974), Dieter Mann (94. Gast, 29. November 1977), Erich Markowitsch, Kurt Masur, Gisela May (29. Februar 1972), Moritz Mebel, Hans-Peter Minetti, Gojko Mitic, Ulrich Mühe, Jutta Müller (2. Oktober 1989), Gerd Natschinski, Wolfgang Nordwig, Vera Oelschlegel (17. Januar 1978), Hanns Anselm Perten, Hans Pischner, Hans Pitra (28. Juli 1970), Helmut Preißler (25. Mai 1971), Heinz Quermann, Dean Reed (14. Februar 1975), Ilse Rodenberg, Gerd E. Schäfer (161. Gast, 5. Juli 1983), Ekkehard Schall (7. November 1975), Gerhard Scheumann, Annerose Schmidt, Siegfried Schnabl (23. November 1976), Karl-Eduard von Schnitzler (219. Gast, 10. Mai 1988), Max Gerd Schönfelder (7. Juni 1988), Günter Schubert, Gustav-Adolf Schur, Willi Schwabe, Konrad Seige, Günther Simon (27. Oktober 1970), Otto Stark (28. Dezember 1971), Gisela Steineckert (25. April 1975), Reiner Süß (20. Februar 1973), Hilmar Thate, Ulrich Thein (111. Gast, 22. Mai 1979), Lothar Thoms, Irina  Walkhoff (1. Februar 1982), Lothar Warneke (5. Juli 1988), Rudi Weisheit (130. Gast, 9. Dezember 1980), Manfred Wekwerth, Katarina Witt, Konrad Wolf (120. Gast, 5. Februar 1980) und Marianne Wünscher (153. Gast, 16. November 1982).